# 沃丁頓冰川
78°3′S 161°27′E / 78.050°S 161.450°E
沃丁頓冰川（英語：Waddington Glacier），是南極洲的冰川，位於維多利亞地的斯科特海岸，全長6公里，流經烏戈利尼峰南面，最終注入帕萊冰川，現時由南極條約體系管理。